# Pim van Alten
Pim van Alten (24 augustus 1975)  is een Nederlandse acteur. Hij is vooral bekend van zijn rol als vader Pluis in de musicals en televisiefilms over Nijntje.
In 2010-2011 speelde Van Alten een van de twee hoofdrollen in de musical Buurman en buurman. In 2013 was hij te zien als Koos in de film Toegetakeld door de liefde. Hij werkte in 2019 tevens mee aan het programma Even tot hier van Jeroen Woe en Niels van der Laan.
In 2019-2020 studeerde Van Alten aan de Toneelacademie Maastricht in de richting docent.